# Jeanette Nordahl
Jeanette Nordahl (* 19. Juli 1985 in Ølstykke) ist eine dänische Filmregisseurin und Drehbuchautorin.

## Leben
Nordahl studierte an der unabhängigen Filmschule Super16 in Kopenhagen. Sie arbeitete sie als Regieassistentin und Second-Unit-Regisseurin, unter anderem für den Film Erbarmen und die Fernsehserie Borgen. Ihr Diplomfilm Waiting for Phil aus dem Jahr 2012 war 2013 für den dänischen Regiepreis für den besten Kurzfilm nominiert. 2016 wurde ihr Kurzfilm Nylon auf dem Göteborg International Film Festival uraufgeführt. Ihr erster Langfilm Kød & Blod feierte seine Weltpremiere auf der 70. Berlinale 2020, wo er für den Preis Bester Erstlingsfilm der GWFF nominiert wurde. Ihr Film Begyndelser wurde für die Kategorie „Panorama“ der Berlinale 2025 ausgewählt.

## Filmografie (Auswahl)
- 2005: My Mother’s Love (Kurzfilm; Drehbuch)
- 2012: Waiting for Phil (Kurzfilm; Drehbuch und Regie)
- 2015: Nylon (Kurzfilm; Regie)
- 2020: Wenn die Stille einkehrt (Når støvet har lagt sig, Fernsehserie, 2 Folgen)
- 2020: Wildland (Kød & Blod)
- 2022: The Dreamer: Becoming Karen Blixen (Drømmeren, Fernsehserie, sechs Folgen)
- 2025: Begyndelser